# Marcus Goldman
Marcus Goldman, född Marcus Goldmann 9 december 1821, död 20 juli 1904, var en amerikansk bankir, affärsman och finansman. Han var grundaren av Goldman Sachs som är en av världens största investeringsbanker.

## Biografi
Mark Goldmann föddes i Trappstadt, Tyskland, i en ashkenazisk-judisk familj. Hans far, Wolf Goldman, var bonde och boskapshandlare. Hans mor, Bella Katz Oberbrunner, som kom från Zeil am Main, var änka med fem barn från ett tidigare äktenskap. Hans farfar hette Jonathan och antog namnet Goldmann när judar tilläts ha efternamn 1811.
Goldman flyttade till USA 1848 under den första stora vågen av judisk invandring till Amerika, ett resultat av tyska revolutionen 1848–1849. Han ändrade sitt namn till Marcus Goldman i samband med flytten.

## Karriär
Goldman grundade Marcus Goldman & Co i New York City 1869. 1882 började Goldmans svärson Samuel Sachs jobba på banken som sedan döptes om till Goldman-Sachs & Co.

## Privatliv
Goldman gifte sig med Bertha Goldman, som också hade invandrat från Tyskland. De fick fem barn. 
Goldman dog 1904 i Elberon, New Jersey.